# Paul Bonner
Paul Bonner est un peintre et un illustrateur de science-fiction et de fantasy, connu pour ses illustrations de jeux de figurines chez Games Workshop, FASA et Rackham. 

## Biographie
Paul Bonner grandit en Angleterre, et commence très tôt à dessiner, stimulé par la découverte de Bilbo le Hobbit, des contes scandinaves, et d'illustrateurs comme Arthur Rackham. Il suit une formation en illustration pendant quatre ans dans une école d'art à Harrow, et entreprend ensuite une carrière d'illustrateur indépendant à Londres. Après quelques tentatives dans l'illustration de livres pour la jeunesse, il est engagé par Games Workshop, qui lui offre un travail à Nottingham, où il réalise pendant quelques années des illustrations en noir et blanc. Il finit par quitter l'entreprise, frustré de ne pas avoir la possibilité de travailler en couleur. Il part alors s'installer à Copenhague, au Danemark. Il illustre ensuite l'univers de Mutant Chronicles, dans lequel il réalise de nombreuses illustrations, puis celui du jeu de rôle Shadowrun. Après la faillite des deux compagnies, il travaille pour Riotminds et pour la société de jeux de figurines Rackham. Il réalise également, à partir de 2008, des illustrations pour le jeu de cartes à collectionner Magic : l'assemblée. Par la suite, il illustre Trudvang, un jeu de rôle sur table de fantasy nordique.
Paul Bonner réside actuellement à Copenhague, au Danemark.

## Jeux illustrés par Paul Bonner
- Warhammer (Games Workshop)
- Mutant Chronicles (Target Games)
- Vor : the Maelstrom (FASA)
- Shadowrun, troisième édition (FASA)
- Confrontation et Rag'narok, dans l'univers d'Aarklash (Rackham)
- Magic : l'assemblée (extensions Coucheciel, Les éclats d'Alara, La Renaissance d'Alara, Zendikar, Worldwake, éditions de base 2010 et 2011) (Wizards of the Coast)
- Trudvang Chronicles (Riotminds, jeu de rôle sur table de fantasy)

#### Revues
Paul Bonner est régulièrement publié dans la revue américaine annuelle Spectrum, depuis le n°7 en 2000.

#### Art book
- Au fin fond d'une forêt... L'art de Paul Bonner, Carabas, 2007, 176 p.